# 岩切氏
岩切氏（いわきりし）は、日本の氏族の一つ。

## 発生と起源
その祖は日向・日下部氏である。日下部氏は古代より続く有力豪族であり、薩摩隼人の末裔とも言われ、日向真幸院の郡司を務めた家である。その日下部氏の系図に、血縁から発生した土持氏や八木氏・海江田氏ら約80の氏族の中のひとつとして「岩切」姓が記述されている。
岩切姓は上代から中古までは史料に見られず、一説によると、平安時代末頃から土持氏と縁戚関係を強めていた日下部氏が、戦国時代の黎明期に伊東氏の勢力拡大によって打撃を受け、日向国諸県郡国富荘本郷岩切（現在の宮崎県宮崎市郡司分岩切）へと移り、そこで「岩切」姓に改姓したのが始まりと言われている。
島津氏9代忠国の三男・久逸が伊作家を継ぐ際に召し付けられた庶流は、戦国時代から安土桃山時代にかけて島津日新斎に軍師として仕えた岩切信朗やその子の善信などを輩出した。

## 名字と分布
現在、日本において「岩切」姓を持つ者は宮崎県から鹿児島県にかけて集中的に分布している。日向国諸県郡国富荘一帯を支配していた武家の岩切氏の末裔が宮崎県における「岩切」姓の起源であり（文明17年（1485年）に伊東氏と伊作家の合戦で戦死した北郷氏家臣の岩切信尚などが見える）、その中で島津氏に仕えた一部が鹿児島県における「岩切」姓の起源である。
鹿児島県の種子島にも一部「岩切」姓を持つ人々がいるが、彼らは島津氏に仕えた岩切信房らの子孫である。鹿児島県熊毛郡南種子町にある松原山には、岩切信房が埋葬されている。